# 데이비드 크라이어

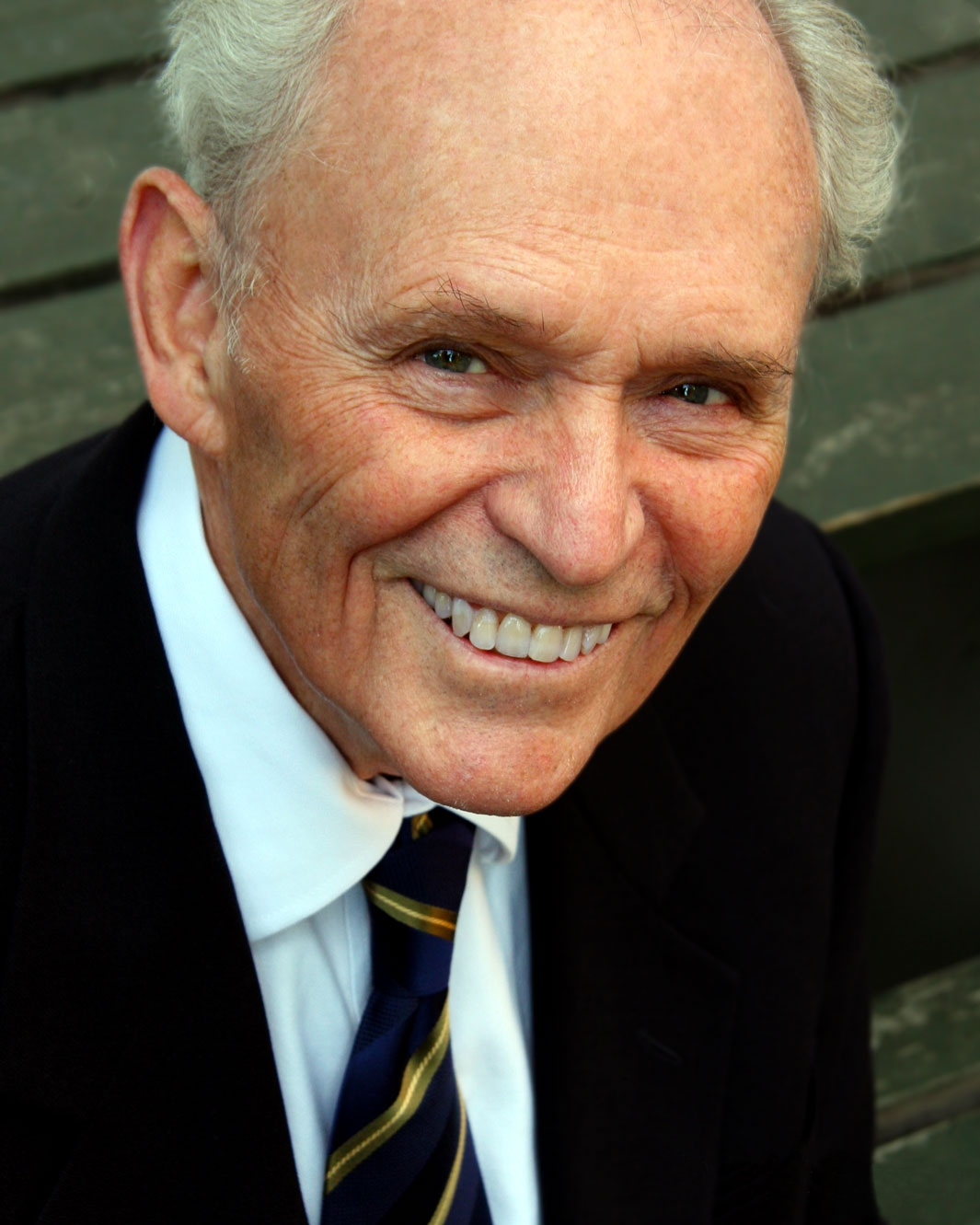

데이비드 크라이어(영어: David Cryer, 1936년 3월 8일 ~ )는 미국의 배우, 가수이다.
일리노이주 에번스턴에서 태어났다.

## 영화
- 법과 질서 (1990년)
- 뉴욕 스토리 (1989년)
- 아메리칸 지골로 (1980년)
- 알카트라즈 탈출 (1979년)
- 달라스 (1978년)
- 우리 마을 (1977년)
- 애즈 더 월드 턴즈 (1956년)